# エベ・スティニャーニ
エベ・スティニャーニ（Ebe Stignani, 1903年7月11日 - 1974年10月6日）は、イタリアのメゾソプラノ歌手。
ナポリ出身。サン・ピエトロ音楽院でアゴスティーノ・ローケに声楽を学ぶ。1925年にサン・カルロ劇場のジュゼッペ・ヴェルディの《アイーダ》の上演に於いてアムネリス役を歌ってデビューを飾った。1927年に《ドン・カルロ》のエボリ公女役でミラノのスカラ座に初登場を果たし、1956年までスカラ座の常連歌手として出演をつづけた。1958年に引退。
イーモラにて没。

## ディスコグラフィ

### オペラ全曲
- 《ラ・ジョコンダ》（1931年、伊コロムビア）ロレンツォ・モラヨーリ指揮ミラノ・スカラ座管弦楽団演奏：ジャンニーナ・アランジ＝ロンバルディ（イタリア語版）（ジョコンダ）、アレッサンドロ・グランダ（スペイン語版）（エンツォ）、ガエターノ・ヴィヴィアーニ（イタリア語版）（バルナバ）、スティニャーニ（ラウラ）、コッラード・ザンベッリ（イタリア語版）（アルヴィーゼ）
- 《ノルマ》（1937年、チェトラ）ヴィットリオ・グイ指揮トリノEIAR管弦楽団演奏：ジーナ・チーニャ（ノルマ）、ジョヴァンニ・ブレヴィアリオ（イタリア語版）（ポリオーネ）、スティニャーニ（アダルジーザ）、タンクレーディ・パゼロ（イタリア語版）（オロヴェーゾ）
- 《運命の力》（1941年、チェトラ）ジーノ・マリヌッツィ指揮トリノEIAR管弦楽団演奏：マリア・カニーリア（イタリア語版）（レオノーラ）、ガリアーノ・マシーニ（イタリア語版）（ドン・アルヴァーロ）、カルロ・タリアブーエ（イタリア語版）（ドン・カルロ）、スティニャーニ（プレツィオジッラ）
- 《アイーダ》（1946年、伊HMV）トゥリオ・セラフィン指揮ローマ歌劇場管弦楽団演奏：マリア・カニーリア（アイーダ）、ベニャミーノ・ジーリ（ラダメス）、スティニャーニ（アムネリス）、ジーノ・ベーキ（アモナスロ）、タンクレーディ・パゼロ（ラムフィス）、イタロ・ターヨ（エジプト王）
- 《アイーダ》（1952年、デッカ・レコード）アルベルト・エレーデ指揮サンタ・チェチーリア国立アカデミー管弦楽団演奏：レナータ・テバルディ（アイーダ）、マリオ・デル・モナコ（ラダメス）、スティニャーニ（アムネリス）、アルド・プロッティ（アモナスロ）、ダリオ・カゼッリ（ラムフィス）、フェルナンド・コレーナ（エジプト王）
- 《ノルマ》（1954年、コロムビア＝EMI）トゥリオ・セラフィン指揮ミラノ・スカラ座管弦楽団演奏：マリア・カラス（ノルマ）、マリオ・フィリッペスキ（ポリオーネ）、スティニャーニ（アダルジーザ）、ニコラ・ロッシ＝レメーニ（オロヴェーゾ）
- 《秘密の結婚》（1956年、コロムビア＝EMI）ニーノ・サンツォーニョ指揮ミラノ・スカラ座管弦楽団演奏：グラツィエラ・シュッティ（カロリーナ）、エウジェニア・ラッティ（イタリア語版）（エリゼッタ）、ルイジ・アルヴァ（パオリーノ）、スティニャーニ（フィダルマ）、フランコ・カラブレーゼ（イタリア語版）（ロビンソン伯爵）